# Захарова (Верхотурский городской округ)
Захарова — деревня в городском округе Верхотурский Свердловской области России.

## Географическое положение
Деревня Захарова расположена в 26 километрах (по дорогам в 32 километрах) к востоку-юго-востоку от города Верхотурья, на правом берегу реки Туры.

## История
Название Захарова деревня получило по имени первого переселенца крестьянина Захарки Смолянинова, жившего здесь в первой половине XVII века.

## Население
| 1873 | 2002 | 2010 | 2021 |
| ---- | ---- | ---- | ---- |
| 78   | ↘2   | →2   | ↗3   |